# 第十三届超级碗
第十三届超级碗（Super Bowl XIII）是美国国家橄榄球联盟1978赛季的总决赛，由美联冠军匹兹堡钢人队对阵国联冠军达拉斯牛仔队。比赛于1979年1月21日在迈阿密的橙色碗体育场举行。
最终，匹兹堡钢人队以35-31战胜达拉斯牛仔队，第三次夺得超级碗冠军。四分卫泰瑞·布莱德肖（Terry Bradshaw）获得最有价值球员称号。